# Ryan Bolton
Ryan Bolton (Rapid City, 26 de março de 1973) é um triatleta profissional estadunidense.

Ryan Bolton representou seu país nas Olimpíadas de 2000 ficando em 25º.

## Ligações Externas
- Sitio Oficial